# Polidipsia psicogênica
A polidipsia primária e a polidipsia psicogênica (PDP) são formas de polidipsia caracterizadas pela ingestão excessiva de líquidos na ausência de estímulos fisiológicos para beber. A polidipsia psicogênica, causada por distúrbios psiquiátricos, geralmente esquizofrenia, costuma ser acompanhada pela sensação de boca seca. Algumas formas de polidipsia são explicitamente não psicogênicas. A polidipsia primária é um diagnóstico de exclusão.

## Sinais e sintomas
Os sinais e sintomas da polidipsia psicogênica incluem:
- Sede excessiva e xerostomia, levando ao consumo excessivo de água
- Hiponatremia, causando dor de cabeça, fraqueza muscular, tremores, confusão, vômitos, irritabilidade, etc., embora isso só seja observado em 20 a 30% dos casos.[4]
- Hipervolemia, que leva a edema, hipertensão e ganho de peso (devido à incapacidade dos rins de filtrar o excesso de sangue)[5] em episódios extremos
- Convulsão tônico-clônica [en].[6]
- Alterações comportamentais, incluindo a busca por líquidos; sabe-se que os pacientes buscam líquidos em qualquer fonte disponível, como banheiros e chuveiros.[5][7]

O sintoma de apresentação mais comum é a convulsão tônico-clônica, encontrada em 80% dos pacientes. A polidipsia psicogênica deve ser considerada uma condição com risco de vida, pois é conhecida por causar hiponatremia grave, levando a parada cardíaca, coma e edema cerebral.

## Diferenças cerebrais

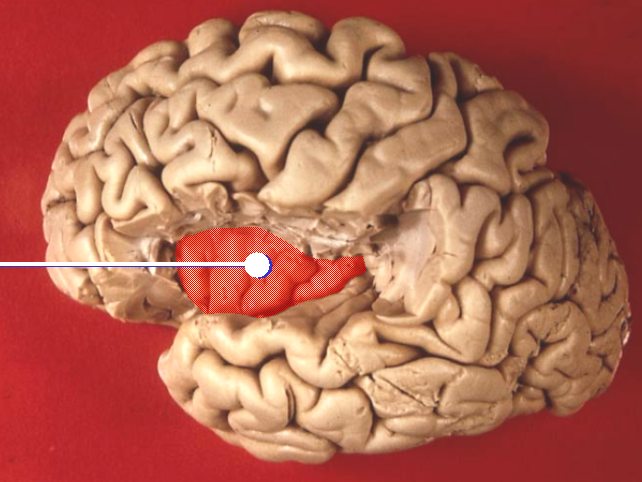
Localização do lobo da ínsula, uma estrutura envolvida na PDP

A polidipsia psicogênica em indivíduos com esquizofrenia está associada a diferenças observadas na neuroimagem. Os exames de ressonância magnética podem ser usados para ajudar na diferenciação entre a PDP e o diabetes insípido, por exemplo, examinando o sinal da neuroipófise (enfraquecida ou ausente na DI central). Alguns pacientes, na maioria das vezes com histórico de doença mental, apresentam um córtex encolhido e ventrículos aumentados em um exame de ressonância magnética, o que dificulta a diferenciação entre causa psicogênica e fisiológica. No entanto, é provável que essas alterações só se desenvolvam após a PDP crônica associada a uma doença mental grave, em oposição a formas menos graves do distúrbio, como as observadas em pessoas com transtornos de ansiedade e afetivos. A PDP também está associada a reduções significativas no volume do córtex insular, embora isso possa ser causado pela hiponatremia secundária. Sugeriu-se que esses déficits levam a prejuízos cognitivos moderados a graves, afetando especialmente a memória de trabalho, a memória verbal, a função executiva, a atenção e a velocidade motora.
Outras áreas com reduções de volume (tanto na substância branca quanto na cinzenta) incluem:
- Lobo posterior direito
- Giro temporal inferior direito [en]
- Giro para-hipocampal
- Giros temporais superiores esquerdo e direito
- Cúneo direito
- Giro frontal médio [en] esquerdo e giro frontal inferior
- Giro lingual [en] direito

## Diagnóstico
Como um diagnóstico de exclusão, o diagnóstico de polidipsia psicogênica pode ser o resultado da eliminação da possibilidade de doenças que causam sinais e sintomas semelhantes, como a diabetes insípida. O diagnóstico pode ser complicado pelo fato de que o consumo compulsivo crônico e extremo de álcool pode prejudicar a resposta dos rins à vasopressina, reduzindo assim a capacidade dos rins de concentrar a urina. Isso significa que a polidipsia psicogênica pode levar a resultados de testes (por exemplo, em um teste de restrição hídrica) consistentes com diabetes insípida ou SIADH, levando a um diagnóstico incorreto.
A boca seca costuma ser um efeito colateral de medicamentos usados no tratamento de alguns transtornos mentais, em vez de ser causada pela condição subjacente. Esses medicamentos incluem antipsicóticos, antidepressivos, anticonvulsivantes, agonistas alfa e anticolinérgicos. Também é preciso garantir que a sede não seja causada pelo uso de diuréticos (principalmente diuréticos tiazídicos), uso de MDMA, ingestão excessiva de soluto ou alcoolismo crônico. O alcoolismo pode causar sede fisiológica, pois o etanol inibe a vasopressina, o principal hormônio responsável pela retenção de água na osmorregulação. As seguintes condições também devem ser excluídas: DI, perda de sal cerebral [en], pseudohiponatremia causada por hiperlipidemia ou hiperparaproteinemia [en], SIADH, deficiência de mineralocorticoide, nefropatia perdedora de sal, síndrome nefrótica, insuficiência cardíaca crônica e cirrose.
O tabagismo é um fator frequentemente negligenciado ligado à hiponatremia, devido ao efeito liberador de ADH da nicotina, embora isso geralmente se limite a fumantes pesados. Um estudo sugeriu que cerca de 70% dos pacientes com polidipsia autoinduzida eram fumantes de tabaco. Os testes diagnósticos para polidipsia primária geralmente envolvem o teste de privação hídrica para excluir problemas de ADH. O teste de desmopressina também é usado, no qual o hormônio sintético é usado como um exame de diagnóstico para testar a secreção inadequada de vasopressina, como observado na DI e na SIADH.

### Perfis de pacientes
A polidipsia psicogênica é encontrada em pacientes com doenças mentais, mais comumente esquizofrenia, mas também transtornos de ansiedade e, raramente, transtornos afetivos, anorexia nervosa e transtornos de personalidade. A PDP ocorre entre 6% e 20% dos pacientes psiquiátricos internados. Também pode ser encontrada em pessoas com distúrbios do desenvolvimento, como as que têm autismo. Embora a polidipsia psicogênica geralmente não seja observada fora da população de pessoas com transtornos mentais graves, ocasionalmente pode ser encontrada entre outras pessoas na ausência de psicose, embora não haja nenhuma pesquisa existente que documente isso além de observações anedóticas. Essas pessoas geralmente preferem ter água engarrafada gelada e consomem água e outros fluidos em níveis excessivos. Entretanto, a preferência por água gelada também é observada na diabetes insípida.

## Tratamento
| Ganho de peso (% de massa corporal) | Sódio sérico estimado (mmol/L) | Intervenção sugerida                                           |
| ----------------------------------- | ------------------------------ | -------------------------------------------------------------- |
| 0-3                                 | 140 - 134                      | Nenhuma intervenção direta, monitoramento [en]                 |
| 3-5                                 | 133 - 130                      | Redirecionamento de fontes de água                             |
| 5-7                                 | 129–126                        | NaCl oral e redirecionamento                                   |
| 7–10                                | 125–120                        | NaCl oral e redirecionamento, possivelmente contenção          |
| > 10                                | < 120                          | Solução salina intravenosa lenta, precauções contra convulsões |

O tratamento da polidipsia psicogênica depende da gravidade e pode envolver modalidades comportamentais e farmacológicas.

### Hiponatremia aguda
Se o paciente apresentar hiponatremia aguda (super-hidratação) causada por polidipsia psicogênica, o tratamento geralmente envolve a administração de solução salina hipertônica (3%) por via intravenosa até que os níveis séricos de sódio se estabilizem em uma faixa normal, mesmo que o paciente se torne assintomático.

### Restrição de fluidos
Se o paciente estiver internado, é necessário monitorar o comportamento e os níveis de sódio sérico. Em pacientes psiquiátricos polidipsicos resistentes ao tratamento, a regulação no ambiente de internação pode ser realizada com o uso de um protocolo de peso e água. Primeiro, os pesos de linha de base devem ser estabelecidos e correlacionados aos níveis de sódio sérico. Normalmente, o peso flutua durante o dia, mas à medida que a ingestão de água do polidipsico aumenta, o peso aumenta naturalmente. O médico pode solicitar uma série de intervenções escalonadas à medida que o peso aumenta. A correlação deve ser individualizada, com atenção ao peso normal e às flutuações do paciente, à dieta, aos distúrbios comórbidos (como um distúrbio convulsivo) e ao funcionamento do sistema urinário. As etapas contínuas podem incluir redirecionamento, restrição do quarto e níveis crescentes de restrição física com monitoramento. Esses planos também devem incluir aumentos contínuos no monitoramento, bem como um nível no qual um nível de sódio sérico é coletado.

### Comportamentais
Os tratamentos comportamentais podem envolver o uso de uma economia de fichas [en] para fornecer reforço positivo ao comportamento desejável. Além disso, as técnicas de terapia cognitiva podem ser usadas para abordar os padrões de pensamento que levam ao comportamento compulsivo de beber. Testes dessa técnica foram bem-sucedidos, com ênfase no desenvolvimento de técnicas de enfrentamento (p. ex., tomar pequenos goles de água, tomar cubos de gelo em vez de bebidas), além de desafiar delírios que levam ao consumo excessivo de álcool.
A polidipsia psicogênica muitas vezes leva à institucionalização de pacientes mentalmente doentes, pois é difícil administrá-la na comunidade. A maioria dos estudos de tratamentos comportamentais ocorre em ambientes institucionais e exige monitoramento rigoroso do paciente e um grande grau de comprometimento de tempo da equipe.

### Farmacêutico

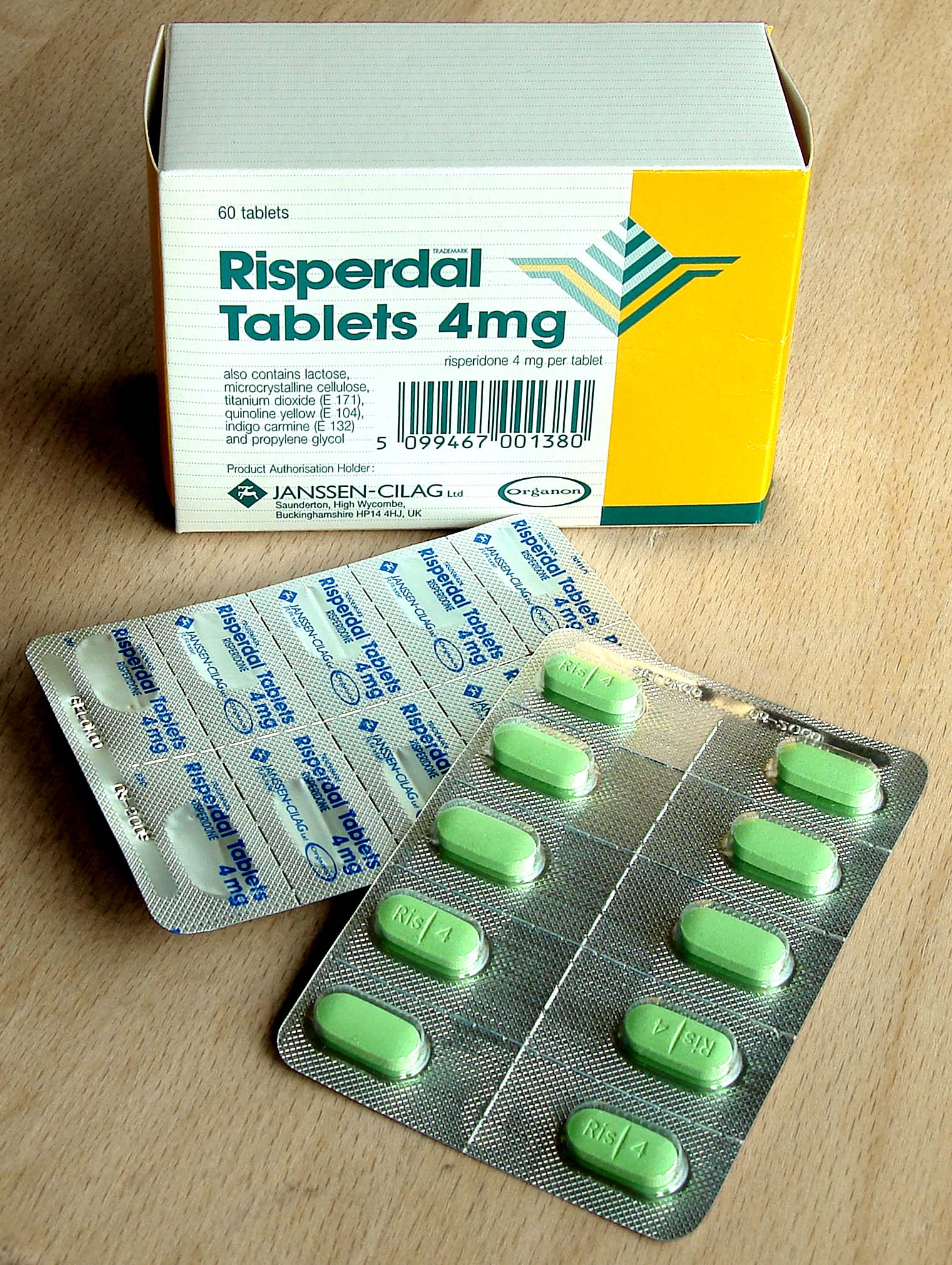
Risperdal (risperidona) comprimidos

Vários medicamentos podem ser usados na tentativa de controlar a polidipsia, incluindo:
- Antipsicóticos atípicos, como clozapina,[34] olanzapina e risperidona[35]
- Demeclociclina [en], um antibiótico de tetraciclina, que é eficaz devido ao efeito colateral de induzir diabetes insípida nefrogênica.[30][36] A demeclociclina é usada para casos de polidipsia psicogênica, incluindo aqueles com enurese noturna (urinar na cama). Seu mecanismo de ação envolve a inibição direta da vasopressina nos DCTs, reduzindo assim a concentração de urina.[30]

Há vários tratamentos farmacêuticos emergentes para a polidipsia psicogênica, embora eles precisem de mais investigação:
- Inibidores da IECA, como o enalapril[37]
- Clonidina, um agonista alfa-2 adrenérgico[37]
- Irbesartan, um antagonista do receptor de angiotensina II[35]
- Propranolol, um betabloqueador simpatolítico[38]
- Antagonistas do receptor de vasopressina, como o conivaptan [en][39]
- Acetazolamida, um inibidor da anidrase carbônica[40]

O lítio era usado anteriormente para o tratamento da DPP como antagonista competitivo direto do ADH, mas agora é geralmente evitado devido aos seus efeitos tóxicos na tireoide e nos rins.
É importante observar que a maioria dos medicamentos psicotrópicos (e boa parte de outras classes) pode causar boca seca como efeito colateral, mas isso não deve ser confundido com a verdadeira polidipsia, na qual será observada uma queda perigosa no sódio sérico.

## Terminologia
No diagnóstico, a polidipsia primária é geralmente classificada como
- Psicogênica [en] (PDP) - causada por sintomas psiquiátricos subjacentes, inclusive aqueles causados por psicoses e, raramente, por transtornos afetivos
- Não psicogênica - outra causa não psicológica, inclusive idiopática (causa desconhecida)

Os termos polidipsia primária e polidipsia psicogênica são, às vezes, incorretamente usados como sinônimos - para ser considerado psicogênico, o paciente precisa ter outros sintomas psiquiátricos, como delírios envolvendo a ingestão de líquidos ou outros comportamentos incomuns. A polidipsia primária pode ter causas fisiológicas, como a hepatite autoimune.
Como a polidipsia primária é um diagnóstico de exclusão, o diagnóstico pode ser feito para pacientes que têm sede excessiva sem explicação médica, e isso às vezes é incorretamente referido como psicogênico em vez de polidipsia primária.

## Não psicogênicas
Embora a polidipsia primária seja geralmente classificada como psicogênica, existem algumas causas raras não psicogênicas. Um exemplo é a polidipsia encontrada em pacientes com hepatite crônica autoimune com níveis de globulina gravemente elevados. A evidência de que a sede não é psicogênica é obtida pelo fato de que ela desaparece após o tratamento da doença subjacente.

## Animais não humanos
A polidipsia psicogênica também é observada em alguns pacientes não humanos, como ratos e gatos.